# Edmund Boyle, VII conte di Cork
Edmund Boyle, VII conte di Cork e di Orrery (Frome, 21 novembre 1742 – Bath, 6 ottobre 1798), è stato un nobile irlandese.

## Biografia
Era il figlio di John Boyle, V conte di Cork, e della sua seconda moglie, Margaret Hamilton.
Studiò alla Westminster School e alla Christ Church di Oxford.

## Matrimoni

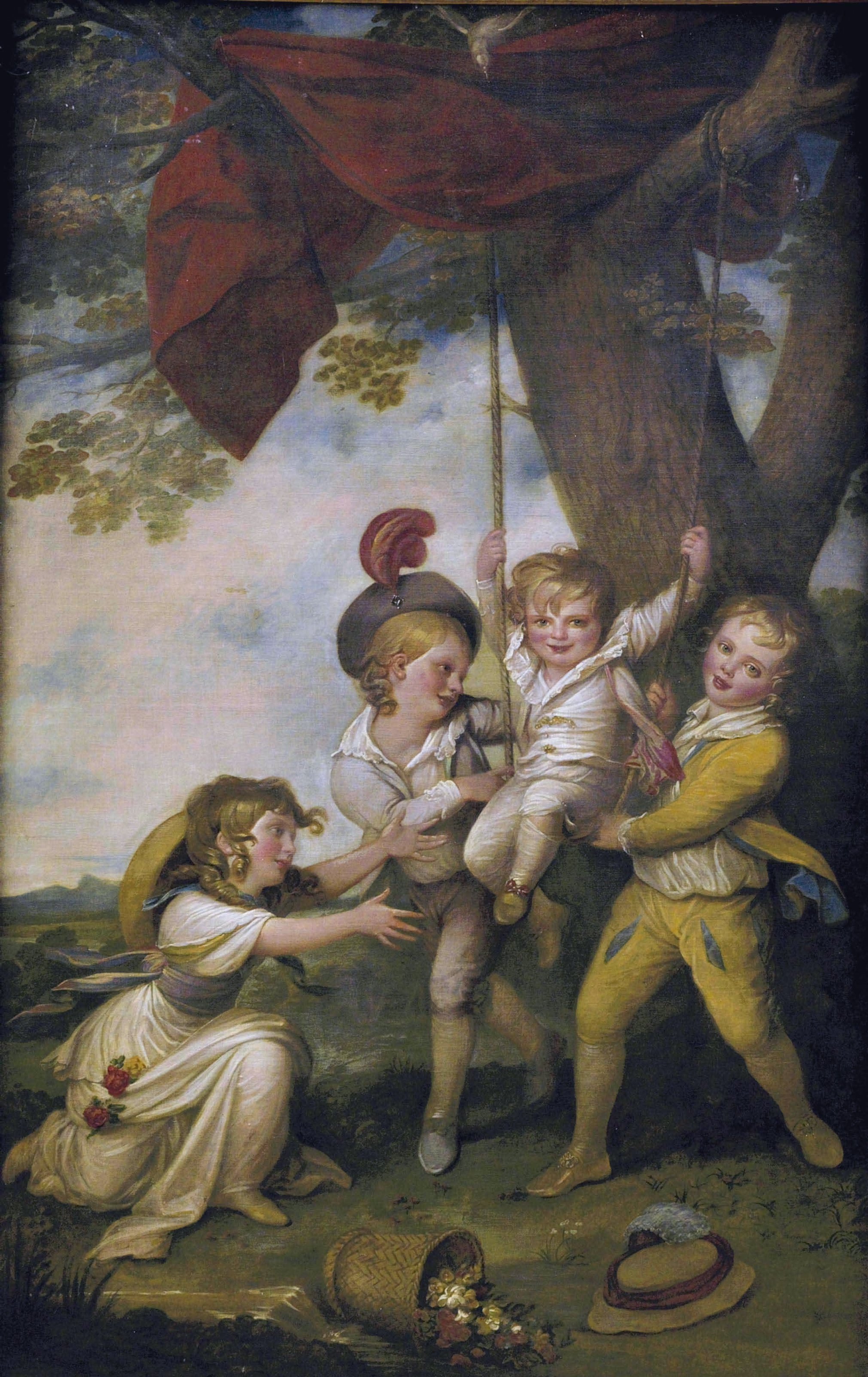
I figli di Edmund Boyle

### Primo Matrimonio
Sposò, il 31 agosto 1764, Anne Courtenay (?-11 dicembre 1785), figlia di Kelland Courtenay e di Elizabeth Montagu. Divorziarono nel 1782. Ebbero quattro figli:
- Lord John Richard Boyle, visconte Dungarvan (27 maggio 1765-8 marzo 1768)
- Lady Isabella Lucy Boyle (?-7 settembre 1801), sposò il reverendo George Bridgeman, ebbero una figlia;
- Edmund Boyle, VIII conte di Cork (21 ottobre 1767-29 giugno 1856);
- Lord Courtenay Boyle (3 settembre 1770-21 maggio 1844), sposò Carolina Amelia Poyntz, ebbero quattro figli.

### Secondo Matrimonio
Sposò, il 17 giugno 1786, Mary Monckton, figlia di John Monckton, I visconte Galway, e di Jane Westenra. Non ebbero figli.

## Morte
Morì il 6 ottobre 1798 a Bath. Fu sepolto a St. John's Church, Frome.

## Ascendenza
|                                                        |                  |                                | Genitori                                   |  |  | Nonni |  |  | Bisnonni                        |  |  | Trisnonni                      |  |
|                                                        |                  |                                |                                            |  |  |       |  |  | Roger Boyle, II conte di Orrery |  |  | Roger Boyle, I conte di Orrery |  |
|                                                        |                  |                                |                                            |  |  |       |  |  | Roger Boyle, II conte di Orrery |  |  | Roger Boyle, I conte di Orrery |  |
|                                                        |                  | Margaret Howard                |                                            |  |  |       |  |  | Roger Boyle, II conte di Orrery |  |  |                                |  |
| Charles Boyle, IV conte di Orrery                      |                  |                                |                                            |  |  |       |  |  | Roger Boyle, II conte di Orrery |  |  |                                |  |
|                                                        |                  | Mary Sackville                 | Richard Sackville, V conte di Dorset       |  |  |       |  |  |                                 |  |  |                                |  |
|                                                        |                  | Mary Sackville                 | Richard Sackville, V conte di Dorset       |  |  |       |  |  |                                 |  |  |                                |  |
|                                                        |                  | Mary Sackville                 | Frances Cranfield                          |  |  |       |  |  |                                 |  |  |                                |  |
| John Boyle, V conte di Cork e V conte di Orrery        |                  | Mary Sackville                 |                                            |  |  |       |  |  |                                 |  |  |                                |  |
|                                                        |                  | John Cecil, V conte di Exeter  | John Cecil, IV conte di Exeter             |  |  |       |  |  |                                 |  |  |                                |  |
|                                                        |                  | John Cecil, V conte di Exeter  | John Cecil, IV conte di Exeter             |  |  |       |  |  |                                 |  |  |                                |  |
|                                                        |                  | John Cecil, V conte di Exeter  | Frances Manners                            |  |  |       |  |  |                                 |  |  |                                |  |
| Elizabeth Cecil                                        |                  | John Cecil, V conte di Exeter  |                                            |  |  |       |  |  |                                 |  |  |                                |  |
|                                                        |                  | Anne Cavendish                 | William Cavendish, III conte di Devonshire |  |  |       |  |  |                                 |  |  |                                |  |
|                                                        |                  | Anne Cavendish                 | William Cavendish, III conte di Devonshire |  |  |       |  |  |                                 |  |  |                                |  |
|                                                        |                  | Anne Cavendish                 | Elizabeth Cecil                            |  |  |       |  |  |                                 |  |  |                                |  |
| Edmund Boyle, VII conte di Cork e e VI conte di Orrery |                  | Anne Cavendish                 |                                            |  |  |       |  |  |                                 |  |  |                                |  |
|                                                        | William Hamilton | John Hamilton                  |                                            |  |  |       |  |  |                                 |  |  |                                |  |
|                                                        | William Hamilton | John Hamilton                  |                                            |  |  |       |  |  |                                 |  |  |                                |  |
|                                                        | William Hamilton | Elizabeth Conyngham            |                                            |  |  |       |  |  |                                 |  |  |                                |  |
| John Hamilton                                          | William Hamilton |                                |                                            |  |  |       |  |  |                                 |  |  |                                |  |
|                                                        |                  | Margaret Galbraith             | James Galbraith                            |  |  |       |  |  |                                 |  |  |                                |  |
|                                                        |                  | Margaret Galbraith             | James Galbraith                            |  |  |       |  |  |                                 |  |  |                                |  |
|                                                        |                  | Margaret Galbraith             | …                                          |  |  |       |  |  |                                 |  |  |                                |  |
| Margaret Hamilton                                      |                  | Margaret Galbraith             |                                            |  |  |       |  |  |                                 |  |  |                                |  |
|                                                        |                  | Anthony Dopping, vescovo Meath | Anthony Dopping                            |  |  |       |  |  |                                 |  |  |                                |  |
|                                                        |                  | Anthony Dopping, vescovo Meath | Anthony Dopping                            |  |  |       |  |  |                                 |  |  |                                |  |
|                                                        |                  | Anthony Dopping, vescovo Meath | Margaret Domville                          |  |  |       |  |  |                                 |  |  |                                |  |
| Lucy Dopping                                           |                  | Anthony Dopping, vescovo Meath |                                            |  |  |       |  |  |                                 |  |  |                                |  |
|                                                        |                  | Jane Molyneux                  | Samuel Molyneux                            |  |  |       |  |  |                                 |  |  |                                |  |
|                                                        |                  | Jane Molyneux                  | Samuel Molyneux                            |  |  |       |  |  |                                 |  |  |                                |  |
|                                                        |                  | Jane Molyneux                  | Anne Dowdall                               |  |  |       |  |  |                                 |  |  |                                |  |
|                                                        |                  | Jane Molyneux                  |                                            |  |  |       |  |  |                                 |  |  |                                |  |